# Arrhopalites carpaticus
Arrhopalites carpaticus is een springstaartensoort uit de familie van de Arrhopalitidae. De wetenschappelijke naam van de soort is voor het eerst geldig gepubliceerd in 1999 door Vargovich.